# 魏允韬
魏允韬，男，汉族，曾任中共中央办公厅机要局副局长、国家密码管理委员会办公室副主任，现任中央密码工作领导小组办公室副主任、国家密码管理局副局长。